# 1978 في لبنان
فيما يلي قوائم الأحداث التي وقعت خلال عام 1978 في لبنان.

## سياسة

### تعيين في المنصب
- 1 يناير – محمود حمود سفير لبنان للإمارات العربية المتحدة.

## مواليد

### فبراير
- 3 فبراير – أمل كلوني
- 16 فبراير – سمر نصار سباحة أردنية.

### يوليو
- 5 يوليو – دارين حمزة
- 19 يوليو – ريم باسوس

### أغسطس
- 6 أغسطس – زياد الصمد لاعب كرة قدم لبناني.

### سبتمبر
- 28 سبتمبر – نغم أبو شديد

### أكتوبر
- 5 أكتوبر – ندى فاضل سيدة أعمال لبنانية.

### نوفمبر
- 21 نوفمبر – ياسمين المصري

### ديسمبر
- 12 ديسمبر – نادية عودة

## وفيات

### فبراير
- 18 فبراير – شفيق الحلبي (مواليد 1892) قاضي وإداري لبناني.

### مارس
- 11 مارس – دلال المغربي (مواليد 1959) شخصية فلسطينية.

### يونيو
- 13 يونيو – طوني فرنجية (مواليد 1941) سياسي لبناني.

### سبتمبر
- 1 سبتمبر – سمية عطية (مواليد 1890) محاضرة وكاتبة أمريكية من أصل سوري.

### أكتوبر
- 28 أكتوبر – ألماس الدويك (مواليد 1904) كاتبة وشاعرة لبنانية.

### نوفمبر
- 12 نوفمبر – خالد شهاب (مواليد 1892) سياسي لبناني.

### ديسمبر
- 24 ديسمبر – فيليب حتي (مواليد 1886)